# Lukas Krauss
Lukas Krauss (21 gennaio 2005) è uno sciatore alpino tedesco.

## Biografia
Specialista delle prove tecniche attivo dall'ottobre del 2021, Krauss ha esordito in Coppa Europa il 13 gennaio 2024 a Berchtesgaden in slalom speciale, senza completare la prova; non ha debuttato in Coppa del Mondo e non ha preso parte a rassegne olimpiche o iridate.

## Palmarès

### Campionati tedeschi
- 3 medaglie:
  - 1 argento (supergigante nel 2025)
  - 2 bronzi (supergigante, slalom gigante nel 2024)